# مقاطعة مونتغومري (ماريلاند)
مقاطعة مونتغومري (بالإنجليزية: Montgomery County, Maryland)‏ هي إحدى مقاطعات ولاية ماريلاند في الولايات المتحدة. ، وتبلغ مساحتها 1313 كم2، بلغ عدد سكانها 1004709 نسمة في عام 2010 حسب إحصاء مكتب تعداد الولايات المتحدة وتصل الكثافة السكانية فيها 756.2 نسمة/كم2.

## توأمة
لمقاطعة مونتغومري (ماريلاند) اتفاقيات توأمة مع كل من:
- إدارة مورازان (26 يوليو 2011 - )[31]
- قوندر (27 سبتمبر 2012 - )[32]
- شيان (20 سبتمبر 2013 - )[33]
- حيدر آباد (14 نوفمبر 2014 - )[34]
- دايجون [35]

## أعلام
- واين ويلسون
- جون دبليو. دالي
- إدغار توماس كونلي
- نانسي رومان
- جارد وليامز
- جيك إرليخ
- جمشيد آموزغار
- ويليام إي. رينولدز
- هارون غولدبرغ

## وصلات خارجية
- مقاطعة مونتغومري على موقع الموسوعة البريطانية (الإنجليزية)
- www.montgomerycountymd.gov
- United States Counties